# Route 344 (Terre-Neuve-et-Labrador)
Pour les articles homonymes, voir Route 344.
La route 344 est une route tertiaire de la province de Terre-Neuve-et-Labrador d'orientation ouest-est, située dans le nord-est de l'île de Terre-Neuve, sur l'île du Nouveau-Monde. Elle relie principalement la ville de Summerford à Cottlesville, se dirigeant à l'ouest de Summerford. Route alternative de la route 340, elle est nommée Main Street, mesure 8 kilomètres, et est une route asphaltée sur l'entièreté de son tracé.

## Communautés traversées
- Summerford
- Village Cove
- Cottles Island
- Cottlesville